# Microhexura
Microhexura es un género de arañas migalomorfas de la familia Dipluridae. Se encuentra en Estados Unidos.

## Lista de especies
Según The World Spider Catalog 11.5:
- Microhexura idahoana Chamberlin & Ivie, 1945
- Microhexura montivaga Crosby & Bishop, 1925